# Tugur (Fluss)
Der Tugur (russisch Тугур) ist ein 175 km langer Fluss in der Region Chabarowsk im Fernen Osten Russlands. Der Fluss verläuft im Rajon Tuguro-Tschumikanski. Der Fluss wurde erstmals von Alexander Theodor von Middendorff Mitte des 19. Jahrhunderts erkundet.

## Flusslauf
Der Tugur entsteht am Zusammenfluss von Assyni und Konin, 90 km südsüdwestlich der Tugurbucht auf einer Höhe von etwa 140 m. Der Wohnplatz Burukan (russisch Бурукан), möglicherweise heute verlassen, befindet sich 2,5 km weiter südlich. Der Tugur fließt anfangs 20 km nach Osten. Dabei nimmt er den von Süden kommenden Ujgi auf. Anschließend strömt der Tugur durch eine breite Niederung in nordnordöstlicher Richtung zum Meer. Dabei bildet er zahlreiche Mäander und Altarme aus. Westlich vom Hauptfluss verläuft der 86 km lange Seitenarm Prawaja Ulja. Dieser vereinigt sich bei Flusskilometer 50 mit dem Tugur. Der Tugur mündet schließlich in das südwestliche Kopfende der Tugurbucht, 2 km westlich des Dorfes Tugur. Das Flüsschen Kutyn mündet unmittelbar östlich vom Tugur ins Meer.

## Hydrologie
Der Tugur entwässert ein Areal von 11.900 km². Der mittlere Abfluss beträgt 180 m³/s. Der Fluss ist gewöhnlich zwischen Ende Oktober und Ende April eisbedeckt. Die Schneeschmelze und das damit verbundene Frühjahrshochwasser beginnt üblicherweise Ende April.

## Fischfauna
Im Tugur kommen u. a. folgende Fische vor: der Taimen, der Hecht, Äschen sowie die Gattung Brachymystax. Außerdem wandern in den Sommermonaten Ketalachse den Fluss hinauf zu ihren Laichplätzen. Der Höhepunkt der Lachswanderung findet gewöhnlich zwischen dem 9. und 25. August statt.